# سيزار فيدال
سيزار فيدال (بالإسبانية: César Vidal) (و. 1958  م) هو كاتب العمود، وكاتب، وصحفي، ومؤرخ، ومحامي إسباني، ولد في مدريد.

## التعليم
تعلم في Logos University ‏، في تخصص إلهيات، والجامعة الوطنية للتعليم عن بعد.

## وصلات خارجية
- سيزار فيدال على موقع IMDb (الإنجليزية)
- سيزار فيدال على موقع ميوزك برينز (الإنجليزية)

- سيزار فيدال في قاعدة بيانات الأفلام على الإنترنت